# Live Scenes from New York
Live Scenes from New York is een 3cd livealbum van de progressieve metalband Dream Theater. Het is een registratie van het concert dat de band gaf op 30 augustus 2000 in de Roseland Ballroom in New York. Van dit concert is ook een dvd uitgebracht met als titel Metropolis 2000: Scenes From New York.
De cd en dvd werden tegelijkertijd uitgebracht op 11 september 2001. Op de hoes stond een appel (als referentie naar de bijnaam van New York, The Big Apple). De appel was in vlammen en in de vlammen stond het silhouet van de skyline van New York met daarop de Twin Towers. In verband met de aanslagen op 11 september 2001 zijn beide uitgaven teruggehaald en met aangepaste afbeeldingen opnieuw uitgebracht.
De dvd bevat een extra audiospoor waarbij de bandleden achtergrondinformatie over de nummers en het concert vertellen.

## Nummers op de cd

### Schijf 1
Metropolis, Pt. 2: Scenes From A Memory:
1. Act 1, Scene 1: "Regression" – 2:46
2. Act 1, Scene 2: Part I. "Overture 1928" – 3:32
3. Act 1, Scene 2: Part II. "Strange Deja Vu" – 5:02
4. Act 1, Scene 3: Part I. "Through My Words" – 1:42
5. Act 1, Scene 3: Part II. "Fatal Tragedy" – 6:21
6. Act 1, Scene 4: "Beyond This Life" – 11:26
7. "John & Theresa Solo Spot" – 3:17
8. Act 1, Scene 5: "Through Her Eyes" – 6:17
9. Act 2, Scene 6: "Home" – 13:21
10. Act 2, Scene 7: Part I. "The Dance of Eternity" – 6:24

### Schijf 2
Metropolis, Pt. 2: Scenes From A Memory (continued):
1. Act 2, Scene 7: Part II: "One Last Time" – 4:11
2. Act 2, Scene 8: "The Spirit Carries On" – 7:40 (met Theresa Thomason)
3. Act 2, Scene 9: "Finally Free" – 10:59
4. "Metropolis Pt. 1" – 10:36
5. "The Mirror" – 8:15
6. "Just Let Me Breathe" – 4:02
7. "Acid Rain (Liquid Tension Experiment)" – 2:34
8. "Caught in a New Millennium" – 6:21
9. "Another Day" – 5:13
10. "Jordan Rudess Keyboard Solo" – 6:40

### Schijf 3
1. "A Mind Beside Itself I: Erotomania" – 7:22
2. "A Mind Beside Itself II: Voices" – 9:45
3. "A Mind Beside Itself III: The Silent Man" – 5:09
4. "Learning to Live" – 14:02
5. "A Change of Seasons" – 24:35

De nummers Another Day en de keyboard solo van Jordan Rudess staan als video op de derde cd. Deze twee nummers ontbreken op de dvd.

## Nummers op de dvd
Metropolis, Pt. 2: Scenes From A Memory:
1. Act 1, Scene 1: "Regression" – 2:46
2. Act 1, Scene 2: Part I. "Overture 1928" – 3:32
3. Act 1, Scene 2: Part II. "Strange Deja Vu" – 5:02
4. Act 1, Scene 3: Part I. "Through My Words" – 1:42
5. Act 1, Scene 3: Part II. "Fatal Tragedy" – 6:21
6. Act 1, Scene 4: "Beyond This Life" – 11:26
7. "John & Theresa Solo Spot" – 3:17
8. Act 1, Scene 5: "Through Her Eyes" – 6:17
9. Act 2, Scene 6: "Home" – 13:21
10. Act 2, Scene 7: Part I. "The Dance of Eternity" – 6:24
11. Act 2, Scene 7: Part II: "One Last Time" – 4:11
12. Act 2, Scene 8: "The Spirit Carries On" – 7:40 (met Theresa Thomason)
13. Act 2, Scene 9: "Finally Free" – 10:59

Bonus Tracks:
1. "A Mind Beside Itself I: Erotomania" – 7:22
2. "A Mind Beside Itself II: Voices" – 9:45
3. "A Mind Beside Itself III: The Silent Man" – 5:09
4. "Learning to Live" – 14:02
5. "A Change of Seasons" – 24:35

## Band
- James LaBrie – zang
- John Myung – basgitaar
- John Petrucci – gitaar
- Mike Portnoy – drums
- Jordan Rudess – keyboard

Gastmuzikanten
- Theresa Thomason - zang en achtergrondzang
- Kent Broadhurst - De stem van de hypnotherapeut
- Jay Beckenstein - Saxofoon op "Another Day" (alleen op de CD)

## Trivia
- Het album bevat de enige officiële concertregistratie van Metropolis Pt. 2: Scenes from a Memory.
- De uitvoering van A Change of Seasons bevat een muziekfragment dat veel bij honkbalwedstrijden wordt gespeeld (door John Myung), het thema van de televisieserie The Simpsons (door John Petrucci) en een pianosolo die ook te horen is op het album Liquid Tension Experiment 2 (door Jordan Rudess). deze fragmenten kwamen niet voor in het originele nummer.
- Op verschillende nummers schreeuwt Mike Portnoy op de achtergrond:
  - Bij het nummer Home (8:52) schreeuwt hij "Who wants to come?" zoals ook te horen is bij het originele nummer.
  - Tijdens "Acid Rain" (1:48) schreeuwt hij "Awww... shake that thing, mamma!"
- Bij het audiocommentaar van de dvd vertelt Mike Portnoy dat hij na de show in elkaar zakte en het enkele uren duurde voor hij fysiek weer in staat was op te staan.[1]